# Front Line (label)
Pour les articles homonymes, voir Frontline.
Front Line est un label discographique britannique de reggae, filiale de Virgin, créé en 1978. Plus de 40 albums sont publiés avant sa liquidation en 1979.

## Histoire
Virgin sorta des disques de reggae depuis Dancing Shoes de B.B. Seaton en 1974. En 1975, le propriétaire du label, Richard Branson, commence à signer des artistes de roots reggae et, au cours des trois années suivantes, Virgin sort des albums à succès d'artistes tels que U Roy, The Mighty Diamonds, Keith Hudson, Johnny Clarke, Peter Tosh et I Roy. Il est dit que Johnny Rotten a signé avec Virgin en raison de la politique progressiste de la société à l'égard du reggae. En 1978, Branson décide de créer un label subsidiaire entièrement consacré au reggae et l'appelle Front Line.
Branson et Rotten se rendent à Kingston et signent des artistes tels que Prince Far I, Big Youth, Prince Hammer, Tappa Zukie, Sly Dunbar et The Twinkle Brothers. De nombreux artistes qui avaient précédemment sorti des disques chez Virgin rejoignent également le nouveau label. Front Line ferme ses portes deux ans plus tard, bien que certains artistes soient restés sous contrat avec Virgin.
De nombreux albums sont réédités en format CD dans les années 2000.